# Bassam Tibi
Bassam Tibi (en arabe: بسام طيبي) est un politologue allemand et professeur de relations internationales. Il est né le 4 avril 1944 à Damas, il a quitté la Syrie en 1962 pour l'Allemagne, dont il a obtenu la nationalité en 1976. Depuis, il a quitté l'Europe pour s'établir aux États-Unis. Il est connu pour avoir introduit l'islam dans l'analyse des relations internationales. Il a créé les concept de Leitkultur (en) (culture de référence) et d'Euro-islam (en) pour penser l'intégration des migrants musulmans dans les pays d'Europe. Il publie en allemand, anglais et arabe.

## Carrière universitaire
Il a poursuivi ses études avec Max Horkheimer et Theodor Adorno, à Francfort sur le Main, où il a obtenu son doctorat en 1971. Il a ensuite enseigné à Hambourg puis, de 1973 à sa retraite en 2009, il enseigne les relations internationales à l'université de Göttingen. En parallèle, il occupe aussi des fonctions pour l'université de Harvard. Il est aussi professeur invité de plusieurs universités américaines.  
Après sa retraite en 2009, il a publié Islam's Predicament with Modernity (« L'islam aux prises avec la modernité »), un livre qui reprend l'ensemble de ses travaux.

## Prises de position
Walter Reese-Schäfer écrit au sujet de Tibi : « Unlike other authors Bassam Tibi bases his views as a scholarly observer on his participation in the matter he deals with », c'est-à-dire qu'il étudie un sujet qu'il connaît de l'intérieur. Le mieux, pour décrire les idées de Tibi, est de citer les douze livres qu'il a écrits en anglais.  Dans son livre sur le printemps arabe, The Shari'a State (2013), il se désigne lui-même comme l'un des « penseurs arabes des Lumières (enlightened Arab thinkers) qui sont clairs quant au besoin d'introduire la démocratie dans le monde arabe. » Donc, Bassam Tibi souscrit à l'« islam des Lumières ». Dans un autre livre, Islamism and Islam, publié par l'université de Yale, Bassam Tibi réfute le rejet islamique de la démocratie (chapitre 4) et conclut dans le chapitre final (chapitre 9) avec un engagement pour un « islam civil » comme alternative à l'islamisme.

### Sur l'islam
Tibi est musulman, mais il critique l'islamisme et défend l'idée de réforme de l'islam.  Tibi suggère aussi que les musulmans immigrés devraient s'abstenir de s'engager dans des activités missionnaires (daʿwa).

### Sur l'Europe
Au sujet de la culture européenne, Tibi distingue les éléments positifs des éléments négatifs. Les premiers sont, selon lui, l'esprit des Lumières, le pluralisme, les droits civiques et le sécularisme. Tibi affirme la nécessité pour l'Europe de défendre ces valeurs, tout particulièrement en ces temps de mondialisation et de migration depuis les pays musulmans. De l'autre côté, Tibi affirme que le racisme est une invention européenne, et que les Européens doivent en finir avec ce qu'il appelle l'« Euro-arrogance » et la xénophobie, pour intégrer les migrants.
Il critique l'impérialisme européen, qui a altéré les autres cultures. Admettant que les conquérants musulmans ont aussi leurs torts, il affirme cependant qu'au moins, les conquêtes musulmanes n'étaient dirigées par aucune forme de racisme.

### Sur l'Allemagne
Il a accusé les médias allemands d’être dominés par la gauche écologiste et d'avoir étouffé le débat sur l'islam en conduisant les gens à avoir peur d'exprimer leurs opinions. Il cite l'exemple d'Uwe Tellkamp, qui a exprimé des critiques à l'égard de la politique migratoire de l'Allemagne, et serait passé dans les médias mainstream pour un fasciste.  Il a aussi critiqué les autorités allemandes pour ne pas soutenir les organisations islamiques telles que la Türkisch-Islamische Union der Anstalt für Religion (en) et pour ne pas soutenir les musulmans libéraux comme  Seyran Ateş et Necla Kelek.

### Sur l'antisémitisme
Tibi qualifie l'antisémitisme de contamination de l'islam. Il distingue la judéophobie, haine des juifs fondée sur des préjugés, de l'antisémitisme, idéologie génocidaire. C'est pour cette raison qu'il dénonce la charte du Hamas palestinien : il s'inquiète de l'islamisation de l'antisémitisme.

### Sur Israël
Bassam a reproché au parti israëlien Likoud de bloquer le processus de paix. Il affirme que dans les années 90, le Likoud a adopté la politique des « Three Nos » :
« Non à l'État palestinien, non à la division de Jérusalem, non à la restitution du plateau du Golan à la Syrie. »
Selon Tibi, le gouvernement formé par le Likoud en 1996 a entrepris de provoquer les Arabes en construisant Har 'Homa dans la Jérusalem arabe, et en creusant un tunnel sous l'esplanade des mosquées, et a ainsi exposé Israël au terrorisme.

## Distinctions
En 1995, il a été décoré par le président fédéral allemand Roman Herzog de la Bundesverdienstkreuz (Ordre du mérite de la République Fédérale d'Allemagne).
En 1997, il a été nommé homme de l'année par l'American Biographical Institute (en).
En 2003, l'organisation suisse Foundation for European Awareness lui a décerné à Zurich son prix annuel.

## Œuvres

### Livres en anglais
- The Crisis of Modern Islam: A Preindustrial Culture in the Scientific-Technological Age. Translated by Judith von Sivers. Salt Lake City: University of Utah Press, 1988.
- Islam and the Cultural Accommodation of Social Change. Boulder, CO: Westview Press, 1990.
- Conflict and War in the Middle East: From Interstate War to New Security, new expanded ed. 1998, published in association with WCFIA/Harvard University.
- Arab Nationalism. Between Islam and the Nation-State, first ed. 1980, second ed. 1990, third expanded and revised ed. 1997, Houndmills: Palgrave Macmillan.
- The Challenge of Fundamentalism: Political Islam and the New World Disorder. Berkeley: University of California Press, 1998; updated edition 2002.   (ISBN 0-520-23690-4)   Publisher's abstract at the Wayback Machine (archived June 25, 2008)
- Islam between Culture and Politics. Houndmills, Basingstoke, Hampshire; New York Cambridge, Mass: Palgrave, in association with the Weatherhead Center for International Affairs, Harvard University, 2001.  2nd edition, 2005.  (ISBN 1-4039-4990-5)
- Crusade and Jihad: Islam and the Christian World. Wilhelm Goldmann Verlag, München, Random House GmbH, 2001  (ISBN 963-13-5238-2)
- Political Islam, World Politics and Europe. Routledge, New York, 2008.  (ISBN 0-415-43781-4)
- Islam’s Predicament with Modernity: Religious Reform and Cultural Change Routledge, NY and London, 2009,  (ISBN 978-0-415-48472-5)
- Islam, World Politics and Europe. Democratic Peace and Euro-Islam vs Global Jihad. Routledge, London, 2008.
- Islamism and Islam. Yale University Press (May 22, 2012)

### En allemand
Bassam Tibi a publié une autobiographie en 2022, intitulée Von Damaskus in die Deutsche Ghurba (« De Damas à l'exil en Allemagne »)  (ISBN 978-3-8382-1105-3).